# Старий Смоковець
Старий Смоковець (словац. Starý Smokovec; пол. Stary Smokowiec; нім. Altschmecks; угор. Ótátrafüred) — село в Словаччині, адміністративний центр міста Високі Татри Попрадського окресу Пряшівського краю. Найстаріший у горах Високі Татри рекреаційний центр. Низка готелів, відділень банків, залізнична станція.

## Опис
Розташований на південному схилі гірської гряди Славковський Верх.
В даний час це популярний туристичний центр, в основному для лижників і туристів. Це також важливий вузол електрифікованої вузькоколійної залізничної лінії, що з'єднує Попрад, Татранську Ломніцю та Штрбське плесо. У Старому Смоковець є також нижня станція фунікулера до Гребінка. Снігові траси на спуску з гряди Славковський Верх — надзвичайно мальовничі.
У Старому Смоковцю знаходиться штаб-квартира гірської служби порятунку (HZS), словацької рятувальної служби.

## Історія
Заснований у 1793 році у складі Австрії.
У ХІХ столітті зведений костел у неоготичному альпійському стилі з вітражами (архітектор Гедеон Маюнке).
Однією з найвідоміших споруд Старого Смоковця є Grand Hotel, побудований у 1904 році.
Навколишні ліси були майже повністю знищені під час урагану 19 листопада 2004 р. Від вітру тоді впали дерева на площі щонайменше 14 тис.га. Було знищено близько 60 % популяції ялини в Словацьких Високих Татрах. На схилах південних Татр було звалено близько 3 млн.куб.м деревини. Видалення зваленого лісу відбувалося протягом приблизно 2 років, і, за оцінками, його відродження триватиме — у разі штучного насадження — близько 60-100 років. Цю подію словаки іноді називають Великою Катастрофою. У Старому Смоковцю був споруджений пам'ятник, що вшановував цю подію. Опосередкованим наслідком Великої Катастрофи було відкриття виду на гори та надання можливості розширення старих, уже існуючих гірськолижних маршрутів.
25–26 квітня 2013 року пожежа поглинула 22 га молодого, восьмирічного лісу, посадженого після стихійного лиха 2004 року.

## Туристичні маршрути
— зелена стежка вздовж дороги на Гребінок до верхньої станції, а потім до Хати Райнера. Час переходу на Гребінок: 1 год., ↓ 30 хв.
 — блакитна стежка, що перетинається вище П'яти джерел з Магістраль Татранська і веде далі по хребту Славковський через Крулєвський Нос на Славковські Щит.
- Час переходу з Старого Смоковця: 1 год., ↓ 40 хв.
- Час переходу від Магістралі на Славковські Щит: 4 год., ↓ 3 год.

 — жовта стежка веде до Доліни Веліцкої.
- Час переходу з Старого Смоковця до блакитної стежки з Татранських Зребув: 1:35 год., ↓ 55 хв.
- Час переходу від блакитної стежки до Доліни Веліцкої: 45 хв., ↓ 30 хв.